# Luigi Mennini
Luigi Mennini (Roma, c. 1920? – 11 agosto 1997) è stato un dirigente pubblico italiano.
Divenuto celebre per il suo ruolo di direttore generale dello IOR (Istituto per le Opere di Religione), la "banca vaticana", durante l’era di monsignor Paul Marcinkus.

## Biografia
Era padre di Antonio Mennini, arcivescovo e diplomatico vaticano, e di Alessandro Mennini, ex dirigente del Banco Ambrosiano, oltre a Luigi Maria Mennini, coinvolto anch’egli in scandali finanziari negli anni ’90.

### Carriera allo IOR
Luigi Mennini ricoprì per decenni un ruolo dirigente all’interno dello IOR, arrivando a diventare Direttore Generale, con una vicinanza funzionale a monsignor Paul Marcinkus. Fu nominato “gentiluomo di Sua Santità” nel 1963, un segno di notevole stima interna alla Santa Sede.

### Coinvolgimenti giudiziari
Nel febbraio 1981 fu arrestato con l’accusa di concorso in bancarotta fraudolenta aggravata nell’ambito del caso Banca Privata Italiana (una banca associata a Michele Sindona), nell’inchiesta che vide coinvolto lo IOR come azionista di minoranza.
Il 13 luglio 1984 venne condannato in primo grado a 7 anni di carcere per il crack della BPI, ma la sentenza fu successivamente annullata in Cassazione a causa di un difetto di giurisdizione, con una transazione per 250 milioni di dollari da parte dello IOR.